# Celosia exellii
Celosia exellii är en amarantväxtart som beskrevs av Karl Suessenguth. Celosia exellii ingår i släktet celosior, och familjen amarantväxter. Inga underarter finns listade i Catalogue of Life.